# Changjiangbu (sockenhuvudort i Kina, Hubei Sheng, lat 30,86, long 113,73)
Changjiangbu (kinesiska: 长江埠, 长江埠街道) är en sockenhuvudort i Kina. Den ligger i provinsen Hubei, i den centrala delen av landet, omkring 62 kilometer nordväst om provinshuvudstaden Wuhan. Antalet invånare är 23 504. Befolkningen består av 11 423 kvinnor och 12 081 män. Barn under 15 år utgör 13,0 %, vuxna 15-64 år 75 %, och äldre över 65 år 10,0 %.
Runt Changjiangbu är det tätbefolkat, med 683 invånare per kvadratkilometer. Närmaste större samhälle är Chengzhong, 18,9 km nordväst om Changjiangbu. Trakten runt Changjiangbu består till största delen av jordbruksmark.
Genomsnittlig årsnederbörd är 1 441 millimeter. Den regnigaste månaden är juli, med i genomsnitt 203 mm nederbörd, och den torraste är december, med 19 mm nederbörd.